# エンリケ・サボリド
エンリケ・サボリド（Enrique Saborido, 1877年 - 1941年11月19日）は、タンゴの作曲家、ピアニストとして活躍したアルゼンチンの音楽家。

## 人物
ウルグアイのモンテビデオ生まれ。幼い時にブエノスアイレスに移住し、書店員を経て、15年間、サン・マルティン劇場の事務局で働く。
1905年に、ラ・モローチャ La morocha を作曲する。この曲は、サボリドの出世作であるのと同時に、リベルタ・ラマルケのこの歌の録音が、今でもよく聴かれている。
1907年に、ダンスサロンの常連客の名をとって作られたタンゴのフェリシア Felicia を作曲したことで知られる。
その他、タンゴの曲を多数作曲している。

## 著名な作品
- フェリシア Felicia
- ラ・モローチャ La morocha